# João Roberto Marinho
João Roberto Marinho ComMM (Rio de Janeiro, 16 de setembro de 1953) é o terceiro de quatro filhos de Roberto Marinho. Ele acumula funções sendo presidente do Grupo Globo, presidente do Conselho Administrativo, presidente do Conselho Editorial e do Comitê Institucional do Grupo Globo e vice-presidente da Associação Nacional de Jornais e de Emissoras de Rádio e Televisão (Abert).

## Carreira
João Roberto começou sua carreira em 1973 como jornalista na editoria Geral do jornal O Globo, e depois migrou para o Segundo Caderno, como diagramador, adquirindo aprendizado no processo de produção do Jornal.
Ainda no jornal O Globo, João Roberto foi repórter e subeditor na editoria de Esportes e depois assumiu a subeditoria de Economia.
Em meados dos anos 1990, o Grupo Globo iniciou a transição do seu comando para os três filhos de Roberto Marinho.
Em 1997, João Marinho foi admitido pelo presidente Fernando Henrique Cardoso à Ordem do Mérito Militar no grau de Comendador especial.
João Roberto é casado com Gisela Marinho e pai de 3 filhos.

## Hipismo
João Roberto é cavaleiro amador. Foi campeão brasileiro por equipes em 2010 (série 1,20 m), montando Haria.

## Grupo Globo
O Grupo Globo, do qual João Roberto é presidente, é o maior conglomerado de mídia e comunicação do Brasil e América Latina, formado pelas empresas Globo (que desde janeiro de 2020, com o projeto unificou as empresas TV Globo, Globosat e Globo.com); Editora Globo, Sistema Globo de Rádio e Globo Ventures; além de ser mantenedor da Fundação Roberto Marinho.

## Controvérsias

### Denúncia de ACM
Historicamente vinculadas ao regime militar brasileiro e posteriormente ao poderoso político baiano Antônio Carlos Magalhães (ACM), um dos próceres da ditadura, em meados dos anos 1990 o Grupo Globo começou um processo gradual de afastamento do seu passado sob o comando dos três filhos de Roberto Marinho. Isto tornou-se evidente em março de 2000, quando denúncias de corrupção contra ACM foram veiculadas em horário nobre e rede nacional pela TV Globo. A iniciativa pegou de surpresa e enfureceu o político - ele mesmo proprietário de uma afiliada da Rede Globo em Salvador, a TV Bahia. ACM enviou um fax de protesto aos Marinho, e João Roberto declarou que considerava a reclamação "natural" e que o relacionamento com o senador continuava "ótimo".

### Censura da revista Época
O jornalista Paulo Nogueira, ex-diretor da Editora Globo, recorda que em certa ocasião propôs uma pauta a ser publicada pela revista Época (do Grupo Globo), sobre denúncias na internet contra a grande mídia brasileira, apontada como um seleto clube fechado (a "Hípica") cujos membros odiavam-se, mas não se criticavam. João Roberto teria determinado que a matéria não fosse feita. Nogueira acusa ainda João Roberto de o ter proibido de defender-se contra uma "agressão desonesta" promovida por Diogo Mainardi, um dos expoentes do pensamento neoconservador brasileiro.